# Callimetopus bilineatus
Callimetopus bilineatus es una especie de escarabajo longicornio del género Callimetopus,  subfamilia Lamiinae. Fue descrita científicamente por Vives en 2015.
Se distribuye por Filipinas. Mide 16 milímetros de longitud.